# Christian Convery
Christian Convery (Los Angeles, 10 novembre 2009) è un attore canadese con cittadinanza statunitense noto per i suoi ruoli in Sweet Tooth e in Cocainorso.

## Biografia
È nato a Los Angeles, ma è cresciuto a Vancouver. Ha doppia cittadinanza: statunitense e canadese. È cugino di Christopher Convery, anch'egli un attore bambino. Dal 2021 interpreta Gus, protagonista della serie fantasy Sweet Tooth. Nel 2022 è protagonista del film La rinascita della tigre, mentre nel 2023 recita in Cocainorso.

## Filmografia (parziale)

### Cinema
- Il pacco (The Package), regia di Jake Szymanski (2018)
- Beautiful Boy, regia di Felix Van Groeningen (2018)
- Venom, regia di Ruben Fleischer (2018)
- Descendants 3, regia di Kenny Ortega (2019)
- Non si scherza col fuoco (Playing with Fire), regia di Andy Fickman (2019)
- La rinascita della tigre (The Tiger Rising), regia di Ray Giarratana (2022)
- Cocainorso (Cocaine Bear), regia di Elizabeth Banks (2023)
- The Monkey, regia di Oz Perkins (2025)
- Frankenstein, regia di Guillermo del Toro (2025)

### Televisione
- Supernatural – serie TV, episodio 12×03 (2016)
- L'accademia dei cuccioli (Pup Academy) – serie TV, 19 episodi (2020)
- Sweet Tooth – serie TV, 16 episodi (2021-2024)
- One Piece – serie TV, episodio 1×06 (2023)

## Doppiatori italiani
Nelle versioni in italiano delle opere in cui ha recitato, Christian Convery è stato doppiato da:
- Mattia Moresco in Descendants 3
- Valeriano Corini in Sweet Tooth (s.1-2)
- Ciro Clarizio in Sweet Tooth (s.3)
- Lorenzo Virgilii in Non si scherza col fuoco
- Andrea Fratoni in Cocainorso
- Diego Croce in One Piece
- Davide Doviziani in The Monkey